# Nicola Maniacutia
Nicola Maniacutia, noto anche in diverse varianti come Maniacoria o Maniacorda (fl. XII secolo), è stato un monaco cristiano, filologo e scrittore italiano che operò a Roma nei decenni centrali del XII secolo. Viene ricordato principalmente per il suo lavoro di studioso dei testi sacri, in particolare per la sua revisione del Salterio.

## Biografia
Della vita del Maniacutia si conosce ben poco, ciò che si possiede dal punto di vista biografico è riportato da lui stesso nelle sue opere, o intuibile da esse. Ecclesiastico romano, operò nei decenni centrali del XII secolo: prima come diacono in San Lorenzo in Damaso, poi, dai primi anni del 1140, come monaco, presso il monastero cistercense ad Aquas Salvias (Sant’Anastasio delle Tre Fontane), durante il governo dell’abate Bernardo Paganelli, prima che salisse al soglio pontificio (come Eugenio III), probabilmente il suo lavoro iniziò in questo periodo, prolungandosi forse fino al papato di Alessandro III. Inserito nell’ambiente monastico, il Maniacutia dovrebbe aver avuto rapporti con molti personaggi ecclesiastici e della società romana, dei quali ebbe la stima, favorito dall’amicizia con il Paganelli: sembra individuabile un rapporto privilegiato con le donne pie, monache e laiche.
Fra le donne con cui il Maniacutia ebbe relazioni se ne individua una dal nome di Costanza (morta fra il 1144-1145), di cui lui stesso parla come della sua protettrice.  Alcune notizie che gli attribuiscono un’origine tedesca e lo vedono insignito del titolo cardinalizio sotto Papa Lucio II, hanno portato ad identificare questa donna con l’imperatrice Costanza, moglie di Enrico VI, spostando così la vita del Maniacutia negli ultimi decenni del XII secolo, ma sono considerate oggi dagli studiosi prive di fondamento.

## Opere

### Opuscoli di metodo
Gli esegeti alto medievali avevano risolto il problema della corruzione del testo biblico secondo il magistero agostiniano, che anteponeva lo studio del senso del messaggio allo studio del testo, considerato contingente e terreno.
In seguito al sorgere dell’interesse cassiodoreo per le questioni ortografiche e filologiche, alla riforma scolastica e al lavoro di Alcuino e di Teodulfo, volto a unificare la pronuncia e l’ortografia latina, e al loro progetto di compiere una revisione sistematica della Bibbia, nell’XI secolo si afferma con sempre più insistenza la pratica dell’emendatio, proprio per rimediare alla corposa difformità delle lezioni presenti nei testi sacri. Nel XII secolo questa tendenza trova la sua massima realizzazione proprio nella figura del Maniacutia e di un altro monaco cistercense, Stefano Harding.
Fu Costanza, la sua protettrice, a commissionare al Maniacutia la trascrizione di un esemplare completo del testo biblico. In quest’occasione lo studioso procedette anche con la revisione del Salterio “iuxta Hebraeos” (i codici che conservano le sue trascrizioni sono l’Ergeton 2908 della Brirish Library di Londra e il manoscritto 4031 della Bibliothèque Royale di Bruxelles). Per richiesta di un’altra donna, Scotta, forse una monaca, da lui definita nobilissima virgo procedette anche all’emendazione del Salterio romano (Roma, S. Maria in Trastevere, Arm. I. A. 2), ed in seguito studiò anche il Salterio gallicano. Da questa sua attività il Maniacutia trasse interessanti considerazioni metodologiche e filologiche che raccolse in due opuscoli: il Suffraganeus bibliothecae (vd. 2.1.1) ed il Libellus de corruptione et correptione Psalmorum et aliarum quarundam scripturarum (vd. 2.1.2).

#### IlSuffraganeus bibliothecae[6]
Quest’opera nasce nel seno della trascrizione della Bibbia, in particolare della revisione del Salterio iuxta Hebraeos che ne scaturì, fatta dal Maniacutia per Costanza, ma è dedicato ad un tal Pietro, in cui si può riconoscere la figura del canonico della Basilica di S. Pietro Pietro Mallio. 
Questo strumento costituiva un accessus alla sua trascrizione del testo biblico e si rese necessario perché stando a contatto con la vulgata nacque nel Maniacutia la convinzione che la traduzione latina eseguita da Girolamo, da lui ritenuta la più autorevole, fosse stata corrotta con il passare del tempo in seguito alla contaminazione con altre traduzioni, aventi invece diversi errori. Procedendo in maniera puramente filologica l’autore s’impegna dunque a compiere una collazione fra i codici: lì dove la tradizione non fosse concorde sarebbe opportuno far ricorso al testo originale ebraico; anzitutto viene l’emendatio ope codicum, solo successivamente si potrà tentare quella ope ingenii. Nell’interrogare il Maniacutia non si basò solo sulle sue competenze, ma si rivolse anche alla consulenza esterna di un esperto (Hebraicus dissetor… subtilissimus indagator).
Nel libello, oltre alle avvertenze di natura critica, alla classifica delle corruttele e all’esposizione dei criteri di correzione del testo, si trovano anche descrizioni e sintesi delle singole parti dell’opera su cui sta lavorando.
Studiando il Suffraganeus si può trovare traccia delle fonti utilizzate dall’autore: alcuni passi sembrano derivare dalla tradizione delle glosse bibliche, in particolare quelle di Reichenau, e dai commenti dello stesso Girolamo, oltre che da diverse opere di Ugo da San Vittore, e sembra che il Maniacutia conoscesse anche gli scritti di alcuni esegeti giudaici, in particolar modo Rashi e Abraham ibn Ezra.
Il testo è conservato nel manoscritto 4031-33 (211) della Bibliothèque Royale di Bruxelles e nel manoscritto lat. Z. 289 (1681) della Biblioteca Nazionale Marciana di Venezia.
Un’edizione del testo è stata pubblicata da J. C. Linde.

#### IlLibellus de corruptione et correptione Psalmorum et aliarum quarundam scripturarum[9].
Il Libellus è un opuscolo in cui il Maniacutia affronta delle questioni di metodo filologico e che nasce in seguito al suo studio sul Salterio gallicano. È dedicato ad un abate di nome Domenico, il quale probabilmente, sapendo che il Maniacutia possedeva il salterio ufficiale cisterciense, gli sottopose il proprio nella speranza che lo correggesse.
Anche in questo testo il monaco afferma di aver corretto la Bibbia solo nei passi in cui gli esemplari latini non erano concordi, anche quando il testo ebraico discordava, ed invece di fronte ad una difformità fra le lezioni latine, aveva ritenuto più veritiere quelle in cui era possibile rintracciare un accordo con esso.
Il Maniacutia infatti crede che il testo ebraico sia il più corretto, non solo per la sua antichità, ma anche per la sua difficoltà ad essere corrotto a causa della venerazione e attenzione sacrale che avevano gli ebrei nella trasmissione della Scrittura.
L’autore procede poi con una classifica delle corruttele: nota come alcuni errori siano stati generati dalla sostituzione di una forma rara e difficile con una comune e di semplice comprensione (in filologia questo meccanismo viene chiamato lectio difficilior), altri dall’introduzione nel corpo del testo di glosse che in origine erano marginali e che derivano da redazioni successive, altri dall’eliminazione di alcuni termini o addirittura di interi versetti, altri dal virtuosismo indebito, o dall’incuria, di qualche copista. La verifica però deve essere sempre fatta anche sulla semantica del testo; è necessario un riscontro intellettuale che renda l’ipotesi ammissibile e compatibile sia con la comune esperienza, sia con la motivazione del fatto, sia con la veritas litterae: solo così sarà possibile distinguere il vero dal falso nella pagina scritta.
Si apre a questo punto una sorta di testamento spirituale dell’autore: una riflessione sulla debolezza morale, che cela a suo avviso una debolezza psicologica, di chi si era approcciato nella sua epoca, e nelle epoche precedenti, al testo della sacra scrittura: molti sbagli dipendono da una mancata comprensione del testo, che induce alla semplificazione, e che per lui altro non è che la mancanza di quell’humilitas così necessaria in questo studio; ed è proprio in questo passaggio logico che si riconosce nel Maniacutia uno studioso etico e appassionato, che sente su di sé il peso morale del suo operare.
Un’antologia di passi tratti dal Libellus, e volti a tracciare i punti significati del metodo del Maniacutia, è stata curata da R. Guglielmetti.
Il Libellus conservato nel manoscritto 294 della Bibliothèque da la faculté de médicine di Montpellier. Un’edizione del testo è stata pubblicata da V. Peri (1977).

### Scritti agiografici
Il Maniacutia si dedicò anche alla riscrittura di alcuni racconti agiografici, allo scopo di restituire a questi testi correttezza storica e dignità letteraria. Le opere di cui finora è stata riconosciuta l’autenticità sono:
- Passio di s. Prassede[18] (mss. Città del Vaticano, Biblioteca Apostolica Vaticana, S. Maria Maggiore B, Vat. Lat. 1191, Vat. Lat. 1196; Roma, Biblioteca Alessandrina, Aless. 94; Roma, Biblioteca Vallicelliana, H.06).

Di fronte alla scarsezza delle fonti sulla vita delle due sorelle vergini e martiri Prassede e Prudenziana, questa lunga vita, ricca di informazioni, redatta dal Maniacutia risulta fondamentale. È stato possibile accertarne la paternità grazie ad un confronto sistematico con la vita di s. Girolamo da cui sono emerse significative somiglianze: in particolar modo la presenza di ampi prologhi in cui l’autore enuncia le sue intenzioni filologiche e programmatiche.
Per la vita di Prassede sembra che il Maniacutia segua la struttura narrativa della vita di Pseudo Pastore, arricchendola con rimandi al repertorio biblico e con informazioni dedotte da altre fonti che per ora non sono state identificate. Molto attenta anche la descrizione dei personaggi: i ritratti di Prassede, Prudenziana e del padre Prudente hanno come fonte Gerolamo. I discorsi di Prudente per esortare le figlie alla castità sembrano essere ripresi dall’Epistola XII a Eustochio, da cui sembrano essere tratte anche gran parte delle citazioni del testo biblico.
- Passio di s. Costanza[21] (mss. Città del Vaticano, Biblioteca Apostolica Vaticana, Vat. lat. 1196 e Ottob. lat. 441), composta in nome della sua omonima protettrice. Si conosce anche il nome della donna che la richiese: Agnese a Pinea, forse badessa del monastero di ss. Agnese e Costanza.
- Vita di s. Girolamo[22] (ms. Città del Vaticano, Biblioteca Apostolica Vaticana, S. Maria Maggiore B). Il santo era ritenuto dal Maniacutia maestro nello studio dei testi biblici.

È probabile che vi siano anche altre sue opere conservate non ancora adeguatamente studiate, soprattutto nel Passionario di Santa Maria Maggiore, ora conservato presso la Biblioteca apostolica Vaticana.

### Prontuari

#### Ordo ecclesiastici officii secundum ordinem Ecclesiae Romanae
Quest’opera è ormai andata perduta, viene però citata da Odone di Chatheauroux, vescovo di Frascati e sappiamo ed era conservata nella biblioteca di Bonifacio VIII ancora nel 1295.

#### De sacra imagine ss. Salvatoris in palatio Lateranensi (ms. Santa Maria Maggiore B).
Quest’opera è uno scritto sull’immagine acheropita di Cristo che veniva venerata presso il palazzo lateranense, nella cappella di S. Lorenzo. È stata pubblicata a Roma nel 1709 da Monsignor Bonaventura arcivescovo di Nazianzo, che vi aggiunse delle note e corresse alcuni errori del testo.

##### Contenuto
La storia in sintesi narra che dopo l’ascesa al cielo di Cristo gli apostoli e la Madonna, ispirati da Dio, decisero di far dipingere la sua immagine, dato che l’avevano ancora bene impressa nelle loro menti. Essendo fra di essi s. Luca, abile nel dipingere, decisero che tale impresa spettava a lui; egli non sentendosi all’altezza si fece promettere dagli apostoli e dalla Vergine che lo avrebbero sostenuto con il digiuno e la preghiera. Così iniziò a tracciare i contorni dell’immagine del suo maestro su una tavola di palma, ma prima che potesse dipingerla l’immagine apparve per miracolo. Quella rappresentazione divenne subito oggetto di culto, rimase in proprietà della Vergine fino a quando non fu assunta in cielo, e poi fu conservata dai fedeli. Dopo la conquista di Gerusalemme Tito la portò a Roma.

#### Versus ad incorrupta nomina pontificum servanda.
Si tratta di un carme mnemotecnico  in rima ed in esametri, scritto probabilmente sotto il papato di Eugenio III, in cui viene esposta la successione dei pontefici. Forse sotto il papato di Alessandro III subì un aggiornamento, la cui attribuzione a Maniacutia è però ancora dubbia.

## Fortuna[24]
Come scrive Paolo Chiesa nella voce dedicata al Maniacutia nel Dizionario biografico degli italiani il suo contributo all’esegesi del testo biblico, non realizzando una scuola di pensiero, non incise molto nella tradizione successiva, ma se ne possono comunque trovare alcune tracce.
Come si è già detto, il suo Ordo ecclesiastici officii secundum ordinem Ecclesiae Romanae viene menzionato con ammirazione da Odone di Chatheauroux nella metà del XIII sec., mentre Radolfo di Rivo (fine XIV. inizio XV sec.) nel suo Tractatus de psalterio observando, citava con entusiasmo e stima un passo del Suffraganeus, consapevole della paternità del Maniacutia.
Il Suffraganeus ottenne particolare interesse nel circolo del Bessarione, lui stesso ne citava molto spesso dei passi, che aveva di certo letto con attenzione più volte, e attraverso di lui l’opera giunse anche all’attenzione di Lorenzo Valla: nelle annotazioni al suo lavoro sul dettato neotestamentario, sebbene non venga il Maniacutia mai citato o elogiato direttamente, emerge una conoscenza profonda della sua opera.
Ma questa fama ebbe vita effimera e bisogna aspettare la fine dell’Ottocento perché si torni a parlare di lui: lo fa Denifle (1888) in un articolo dedicato ai correttori biblici del XIII sec.
A riscattarlo definitivamente dall’oblio fu lo studioso Vincenzo Peri che approfondì molto la sua figura e studiò a lungo i suoi testi, tanto da attrarre l’attenzione dello stesso Timpanaro che nel suo La genesi del metodo del Lachmann dedica spazio al monaco romano e riconosce l’importanza del suo contributo al metodo dell’emendatio.
Oggi gli studiosi sono concordi nel riconoscere a questo emblematico personaggio il meritoEdizioni
Linde J. C. (ed.), Nicolai Maniacoria Suffraganeus bibliothece,Turnhout, Brepols 2013 (Corpus Christianorum. Continuatio Mediaevalis 262)Peri V. (ed.), «Correctores immo corruptores». Un saggio di critica testuale nella Roma del XII secolo IMU 20 (1977) pp. 19–125.Cassio A., ed. parziale della Vita di Prassede in Corso dell’acque antiche portate sopra XIV acquidotti da lontane contrade delle XIV regioni dentro Roma, delle moderne e di altre in essa nascenti, Roma, 1756-1757, vol. 2, pp. 252 ss.Bonaventura A. (ed.), De sacra imagine SS. Salvatoris in palatio Lateranensi. Tractatus Nicholai Maniacutii, Roma, 1709.Maniacutius N., (Nicolò Maniacutia), Vita sanctae Praxedis (BHL 6920c), a cura di Francesca Marinoni. La trascrizione si basa sul ms. Vaticano, Santa Maria Maggiore B. di essere stato precursore di molti degli atteggiamenti e dei metodi che i filologi avrebbero sviluppato.